# Ittoqqortoormiit

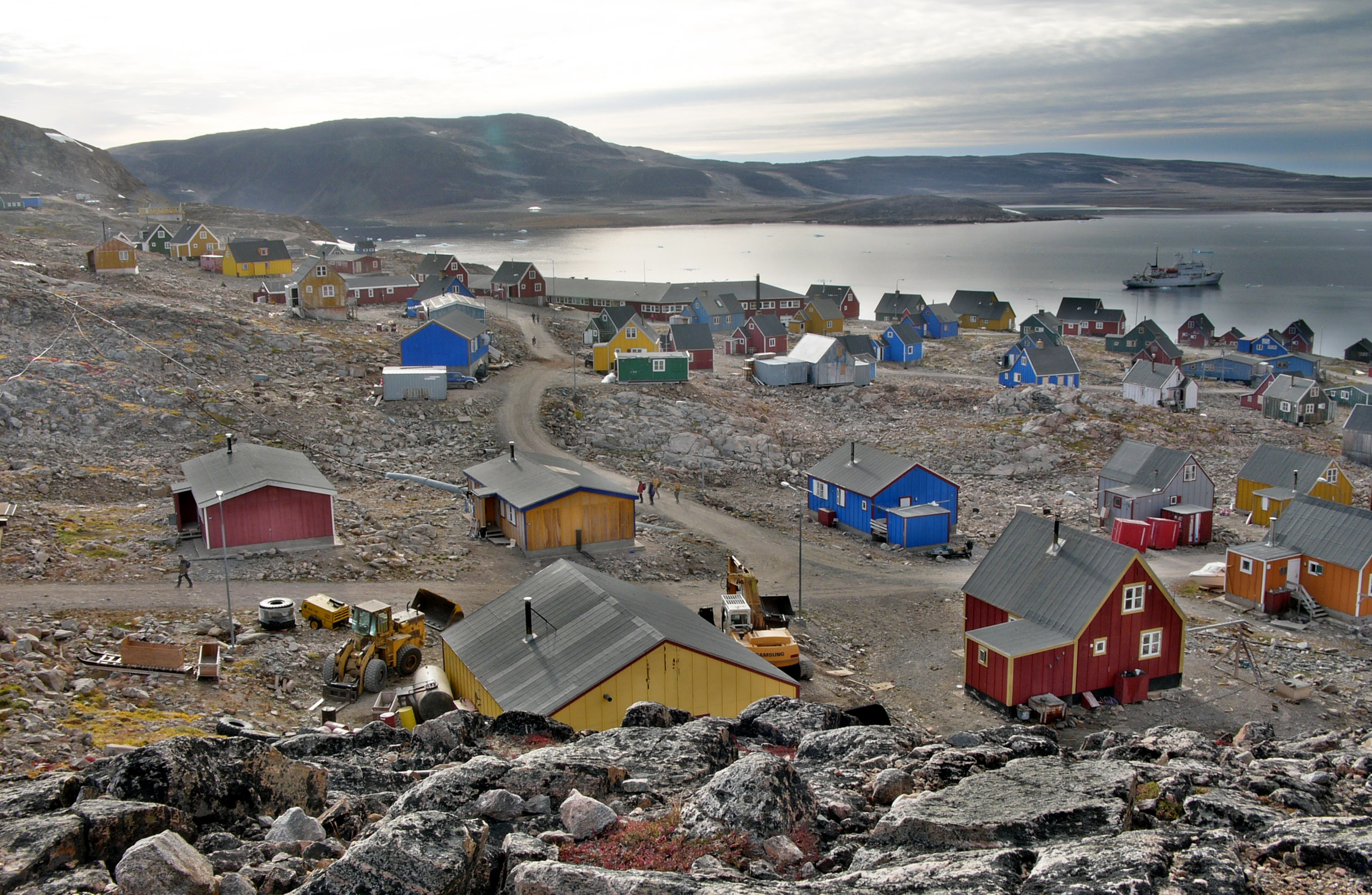
Ittoqqortoormiit

Ittoqqortoormiit és un assentament de Groenlàndia i és l'únic dins la regió del fiord de Scoresby Sund. L'any 2010 tenia 469 habitants. Pertany al municipi de Sermersooq situat a l'est de Groenlàndia.
El nom danès de Scoresbysund deriva del cognom de l'explorador anglès William Scoresby. El nom inuit de Ittoqqortoormiit significa "Habitants de la gran casa". Aquesta zona és coneguda per la seva vida animal silvestre que inclou ossos polars, bous mesquers i foques.

## Geografia
Ittoqqortoormiit es troba a Liverpool Land, prop de la desembocadura del fiord Kangertittivaq, que va aparar al Mar de Groenlàndia.

## Història

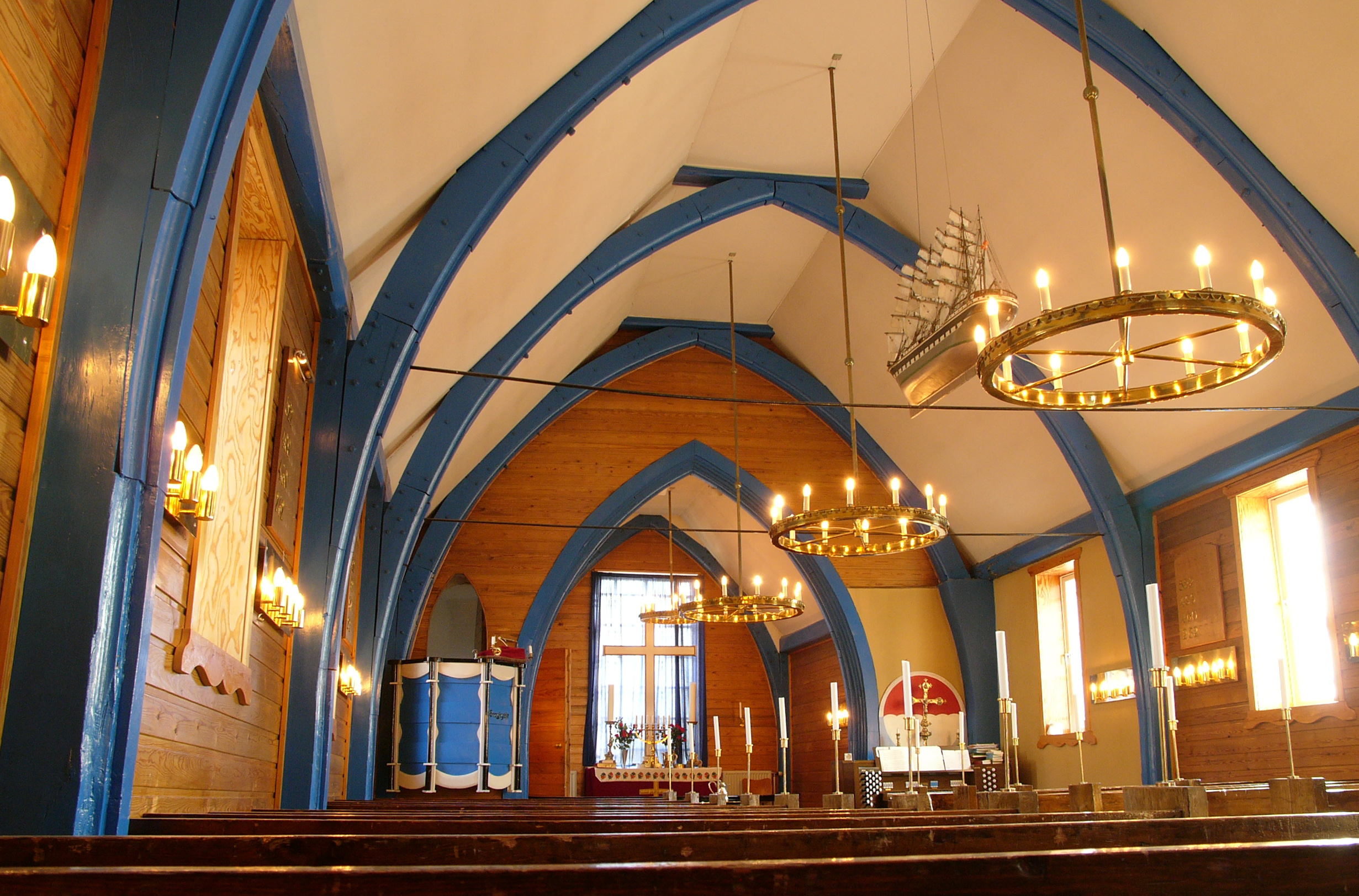
Església a Ittoqqortoormiit

Ittoqqortoormiit va ser fundat l'any 1925 per Ejnar Mikkelsen i uns 80 inuits (70 persones de Tasiilaq i 4 famílies de l'oest de Groenlàndia).
L'assentament va ser encoratjat pel poder colonial de Dinamarca. Hi ha restes arqueològiques d'un pòblament inuit anterior.

## Transport
Ittoqqortoormiit té un heliport servit per helicòpters d'Air Greenland des de l'aeroport de Nerlerit Inaat. Air Iceland fa dos vols a la setmana des de Reykjavík, sincronitzata amb vols a Kulusuk al sud-est de Groenlàndia.

## Economia
Els caçadors locals vivien tradicionalment de la caça de la balena i l'os polar i restes d'això continuen tenint importància cultural. La carn i els seus subproductes són una part de l'economia local i es comercialitzen. La zona de Ittoqqortoormiit té grans poblacions de gambes i del peix halibut de Groenlàndia, però la presència del gel marí evita l'explotació d'aquests recursos pesquers i hi ha poca activitat pesquera. El turisme ha guanyat importància.